# Arsène Becuwe
Arsène (J.) Becuwe (Brugge, 27 november 1891 – Sint-Kruis, 28 februari 1992) was een Belgische componist, dirigent en  musicus.

## Leven en werk
Becuwe werd in 1909 beroepsmusicus bij het Militaire muziekkorps van het 4e Linieregiment in Brugge. Hij verliet de kapel in 1940. Hij studeerde harmonie en contrapunt privé bij Paul Gilson.  
In 1925 werd hij dirigent van de Koninklijke Fanfare De Katholieke Burgersgilde in Lichtervelde, een functie die hij tot 1966 vervulde. In 1945 werd hij daarnaast dirigent bij de Koninklijke Harmonie Sint-Cecilia Brugge, een functie die hij tot eveneens tot 1966 vervulde. In dezelfde tijd dirigeerde hij ook de Koninklijke Fanfare Sint-Cecilia Ruddervoorde. Van 1945 tot 1962 was hij daarnaast artistiek leider van het Groot Gemengd Koor Sint-Lutgardis Brugge.
Hij was gehuwd met Paula Musschoot. 
Een groot deel van zijn oeuvre bestaat uit werk voor blaasorkest. Maar, samen met zijn zoon Gilbert, schreef hij ook operettes.

## Composities

### Werken voor harmonie- en fanfareorkesten
- 1937 Feestmars uit de operette "Hare Hoogheid wil niet trouwen"
- Défilé du 4ème de Ligne, mars
- Excelsior, concertmars
- Gilda, fantasie
- In de Kempen, ouverture
- Jubelklanken, concertmars
- Les Anciens du 4ème de Ligne, mars
- Marche Solennelle
- Minnewater, fantasie
- Old and New Piano, fantasie
- Westlandia, ouverture

### Muziektheater

#### Operettes
| Voltooid in | titel                          | aktes | première | libretto      |
| ----------- | ------------------------------ | ----- | -------- | ------------- |
| 1935        | Baron Schinkelbeen             |       |          | Jules Missine |
| 1937        | Hare Hoogheid wil niet trouwen |       |          | Jules Missine |